# Idalou (Texas)
Idalou es una ciudad ubicada en el condado de Lubbock en el estado estadounidense de Texas. En el Censo de 2010 tenía una población de 2250 habitantes y una densidad poblacional de 887,36 personas por km².

## Geografía
Idalou se encuentra ubicada en las coordenadas 33°39′45″N 101°41′0″O / 33.66250, -101.68333. Según la Oficina del Censo de los Estados Unidos, Idalou tiene una superficie total de 2.54 km², de la cual 2.54 km² corresponden a tierra firme y (0%) 0 km² es agua.

## Demografía
Según el censo de 2010, había 2250 personas residiendo en Idalou. La densidad de población era de 887,36 hab./km². De los 2250 habitantes, Idalou estaba compuesto por el 86.76% blancos, el 1.38% eran afroamericanos, el 0.09% eran amerindios, el 0% eran asiáticos, el 0.04% eran isleños del Pacífico, el 9.69% eran de otras razas y el 2.04% pertenecían a dos o más razas. Del total de la población el 46.44% eran hispanos o latinos de cualquier raza.